# Endre Kiss (judoka)
Endre Kiss (ur. 31 sierpnia 1947 w Kecskemécie, zm. 5 września 2006 tamże) – węgierski judoka. Dwukrotny olimpijczyk. Zajął trzynaste miejsce w Montrealu 1976 i dziewiętnaste w Moskwie 1980. Walczył w wadze średniej.
Piąty na mistrzostwach świata w 1975; uczestnik zawodów w 1979. Brązowy medalista mistrzostw Europy w 1979; piąty w 1978 roku.

## Letnie Igrzyska Olimpijskie 1976
| Konkurencja | Eliminacje             | Eliminacje              | Klas. końcowa |
| Konkurencja | Przeciwnik I           | Przeciwnik II           | Miejsce       |
| ----------- | ---------------------- | ----------------------- | ------------- |
| 80 kg       | Rainer Fischer (CAN) Z | Park Young-chul (KOR) P | 13.           |

## Letnie Igrzyska Olimpijskie 1980
| Konkurencja | Eliminacje             | Klas. końcowa |
| Konkurencja | Przeciwnik I           | Miejsce       |
| ----------- | ---------------------- | ------------- |
| 86 kg       | Wálter Carmona (BRA) P | 19.           |